# Пирсон, Салли
Са́лли Пи́рсон (англ. Sally Pearson,  в девичестве — Маклеллан (англ. McLellan), 19 сентября 1986, Сидней, Австралия) — австралийская легкоатлетка, двукратная чемпионка мира в беге на 100 метров с барьерами (2011, 2017), серебряный призёр Олимпийских игр 2008 года в Пекине, олимпийская чемпионка в беге на 100 метров с барьерами на Летних Олимпийских играх 2012 года в Лондоне.

## Биография
Родилась в Сиднее, позже вместе с родителями переехала в Голд-Кост, в возрасте восьми лет. В то время когда она была ещё в начальной школе, её спортивные таланты были замечены Шэрон Хэннан —  её тренером до настоящего времени. Первый олимпийский успех пришёл к ней в 2008 году в Пекине, когда она взяла серебро на 100 м с/б, уступив только американке Доун Харпер, а в 2011 году Салли впервые стала чемпионкой мира. В 2012 году выиграла 60 м с/б на чемпионате мира в помещении, а также одержала победу на Летних Олимпийских играх 2012 года в Лондоне на дистанции 100 метров с барьерами, установив при этом новый Олимпийский рекорд - 12.35 с.

## Личная жизнь
В конце 2008 года она обручилась с Кираном Пирсоном. В апреле 2010 года пара поженилась. 8 июля 2020 года у пары родилась дочь Руби Элизабет Пирсон.

## Награды
- Лучшая легкоатлетка мира по версии IAAF 2011 года